# Contiger
Contiger és un gènere monotípic d'arnes de la família Crambidae. Conté una sola espècie, Contiger vittatalis, que es troba a Amèrica del Nord, on ha estat registrada des de Florida.
L'envergadura és d'uns 15 mm. S'han registrat adults alats al gener, de març a abril, de juny a juliol i de setembre a octubre.